# گورنو هارسووو
گورنو هارسووو (به بلغاری: Gorno Harsovo) یک منطقهٔ مسکونی در بلغارستان است که در شهرستان بلاگووگراد واقع شده‌است. گورنو هارسووو ۲۶٬۴۴۲ کیلومتر مربع مساحت و ۱۵۳ نفر جمعیت دارد و ۵۶۰ متر بالاتر از سطح دریا واقع شده‌است.